# Crystal Downs Country Club
Crystal Downs Country Club – jednostka osadnicza w Stanach Zjednoczonych, w stanie Michigan, w hrabstwie Benzie.